# Sipyloidea warasaca
Sipyloidea warasaca är en insektsart som först beskrevs av John Obadiah Westwood 1859.  Sipyloidea warasaca ingår i släktet Sipyloidea och familjen Diapheromeridae. Inga underarter finns listade i Catalogue of Life.